# Olle Ohlsson
Olle Ohlsson, född 1928 i Stockholm, är en svensk konsthantverkare och silversmed som ägnar sig åt att skapa både konstverk och smycken i silver. Han har haft många utställningar av sina konstverk, bland annat på Röhsska museet i Göteborg, och hans konstnärskap har skildrats i två böcker och en film.

## Biografi
Olle Ohlsson föddes 1 juli 1928 i Stockholm och växte upp på Västerlånggatan 53 i Gamla stan. Fadern Rickard Ohlsson var en kämpande musiker och Olles mor Hilda Ohlsson var utbildad till klänningssömmerska vid Tillskärarakademien i Köpenhamn. Hon arbetade hemifrån och försörjde familjen. Rickard fick uppgiften att vara ”hemmaman” och fick ansvaret för hushållsarbetet. Han var mycket uppfinningsrik och kom på många manicker till hushållet. Om man är fantasifull kan man anta att det är där Olle Ohlsson får sin kreativitet ifrån. Hans äldre syster Sigrid var elev på Tekniska skolan (Konstfack) och var också konstnärlig. 1935 började Olle Ohlsson i Nicolai folkskola i Gamla stan. Olles favoritämne i skolan var teckning. 1942 slutade han skolan och började utbilda sig som elektromekaniker men vantrivdes. Han sökte istället in hos hovjuveleraren Hallbergs nyöppnade lärlingsskola. År 1944 började han som lärling hos hovjuvelerare Hallberg i Stockholm. Olle Ohlsson har också praktiserat hos bland annat Erik Fleming – Atelier Borgila, hovjuvelerare W.A. Bolin och hovjuvelerare Hallberg. Han gjorde aldrig något konventionellt mästarprov som silversmeder vanligen brukar göra. Mellan åren 1953-1972 var han anställd hos C.G Råström, W.A. Bolin, Claës Giertta och AB Gekå-smycken vilket vittnar om att han behärskar silvret mästerligt. Sedan 1963 har Olle Ohlsson haft sin egen ateljé. Han har också undervisat på Grundskolan för konstnärlig utbildning.
Sin första separatutställning hade han på NK 1965.

## Utställningar
Olle Ohlsson har haft många utställningar av sina konstverk och många av dem har ägt rum på Röhsska museet i Göteborg. Han har också ställt ut sin konst på Nationalmuseet, Värmlands museum, Nordenfjeldske Kunstindustrimuseum, Trondhiem, Bergens museum, Oslo museum, Kunstindustrimuseet i Köpenhamn, Östergötlands museum och Goldsmiths Hall i London.
Hans silver finns också i många kyrkor, Falköping kyrka, Almonryd kyrka, Hjorted kyrka, Gamlakarleby kyrka i Finland, Långhundra Sjuhundra, Brunskogs kyrka och Katarina kyrka i Stockholm och vid Nationalmuseum i Stockholm.

## Böcker
1984 gavs boken Olle Ohlsson Silversmed ut skriven av Anne-Marie Ericsson och 1991 släpptes en andra bok Silver & Guld skriven av Gunnar Brusewitz och Anne-Marie Ericsson. I båda böckerna finns det bilder av hans konstverk tagna av fotograf Bengt Carlén , och en unik dokumentation om hans utveckling från lärling till konstnär.

## Filmer
1985 gjordes filmen Olle Ohlsson silvermålaren, regisserad av Lena Hellman. 1990 Kom filmen ”Varför en hatt i silver?”. 2010 gjordes filmen Olle Ohlsson - Ett liv i silver, producerad av Magnus Gutke.

## Priser
År 1971 vann Olle Ohlsson första pris i tävlingen om utförandet av ordförandekedjan till Hantverkets 125-årsjubileum. Tre år senare, 1974 kom Olle Ohlsson på andra plats i en världsutställning i Mexiko då han både fick ett pris och ett diplom. 
På Carl XVI Gustafs 50-årsdag överlämnades en käpp i silver tillverkad av Olle Ohlsson. Olle Ohlsson fick mottaga Prins Eugéns medalj efter den retrospektiva utställningen på Waldemarsudde.